# Fahéjbarna likacsosgomba
A fahéjbarna likacsosgomba (Coltricia cinnamomea) a Hymenochaetaceae családba tartozó, Európában és Észak-Amerikában honos, fenyvesekben, vegyes erdőkben élő, nem ehető gombafaj.

## Megjelenése
A fahéjbarna likacsosgomba kalapja 1–5 cm széles, felülről többé-kevésbé kerek, alakja lapos vagy vázaszerűen benyomott. Széle szabályos, hullámos, vékony, idősen elmálló. Felszíne nedvesen selymesen fénylik. Színe fahéjbarna, barna, okker-szürkés, többnyire halvány koncentrikus sávok díszítik. Húsa vékony, kemény, szívós; színe rozsdabarna vagy narancssárgás. Íze, szaga nem jellegzetes.
Alsó termőrétege lyukacsos, a pórusok sűrűn (2-3/mm) helyezkednek el. A termőréteg lehet lefutó. Színe a kalaphoz hasonló. KOH-ra azonnal feketésen színeződik.
Spórapora sárgásbarna. Spórája 6-10 x 4,5-7 µm-es, sima, elliptikus, egyenlőtlen oldalú, enyhén bab alakú, vékony falú.
Tönkje 1-3 (ritkán 5) cm magas és 1–4 mm vastag, központi elhelyezkedésű. Színe barna, fahéjbarna, felülete bársonyos. Alakja nagyjából egyenletesen hengeres, a tövénél szömszádaival összenőhet. Állaga fiatalon bőrszerű, később kemény.

### Hasonló fajok
A szalagos likacsosgomba kissé nagyobb, egyöntetűbben barna kalapja erősebben zónázott, felszíne csapzott-molyhos. Gyakran égési helyeken és fenyőerdőkben nő.

## Elterjedése és termőhelye
Európában és Észak-Amerikában honos. Magyarországon nem gyakori.
Fenyvesekben, vegyes erdőkben található meg, egyesével vagy kisebb csoportokban, gyakran ösvények, utak mentén, mohában. Talajlakó szaprotróf.
Nem ehető. Japán kutatók a belőle kivont poliszacharidoknak tumorellenes hatást tulajdonítanak.   

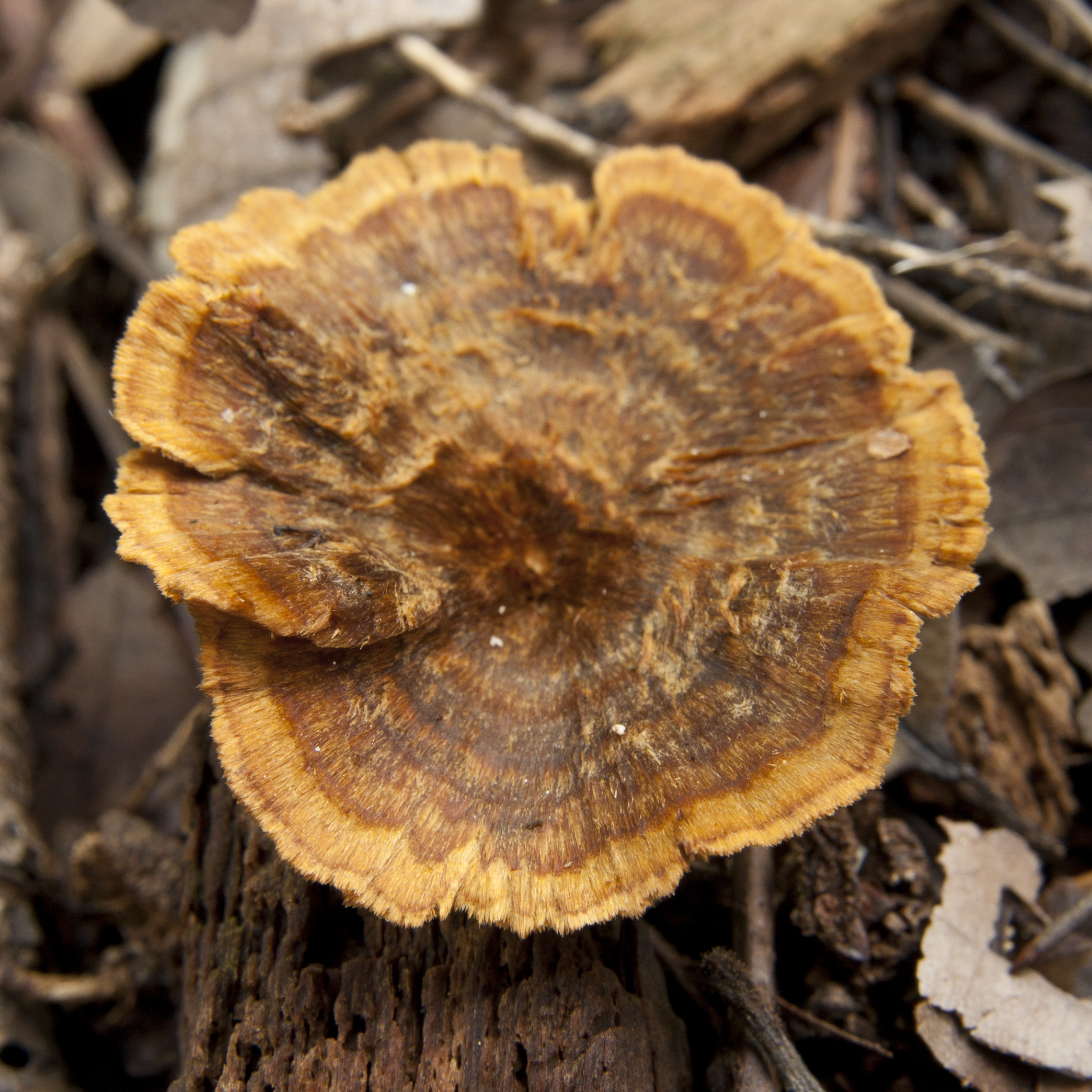
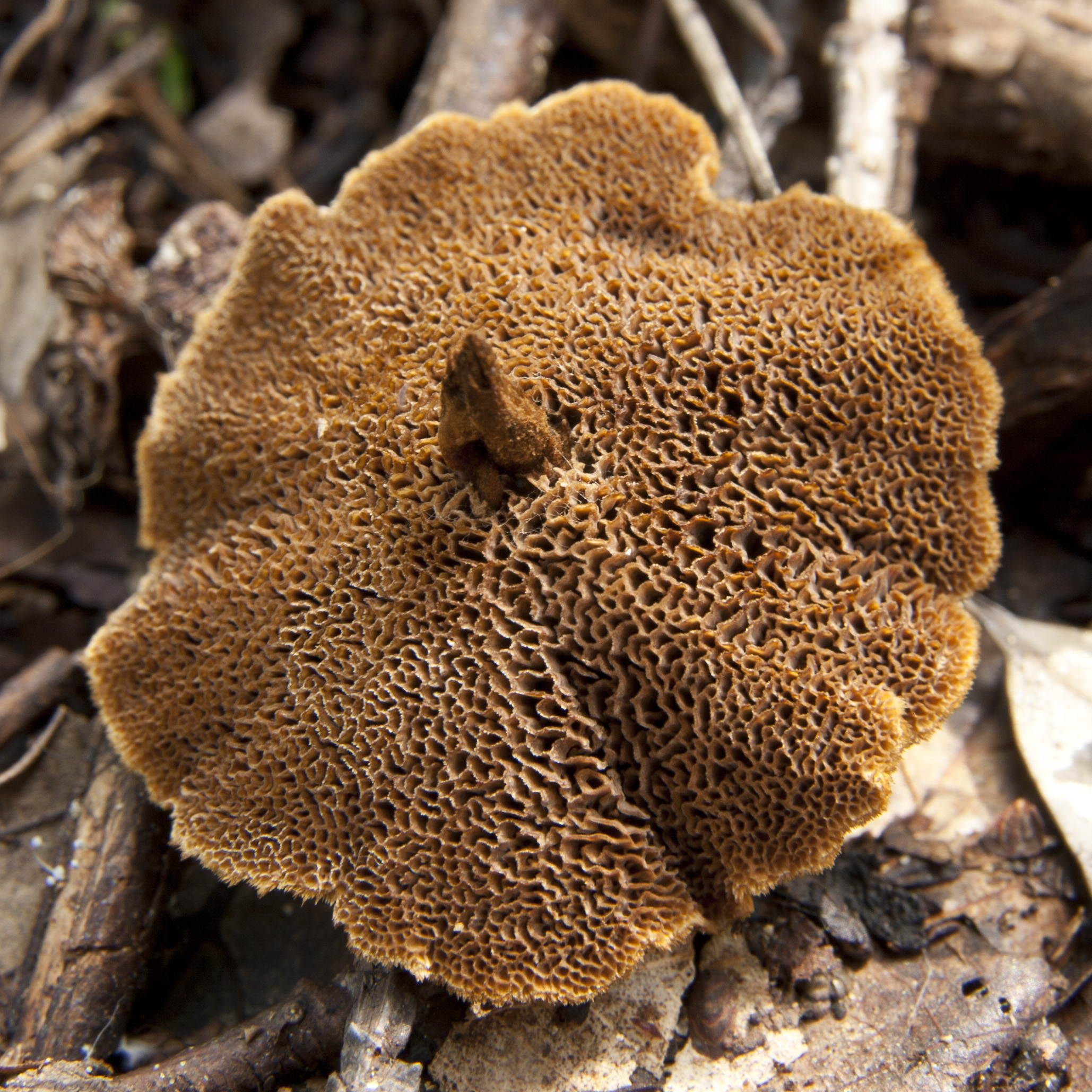
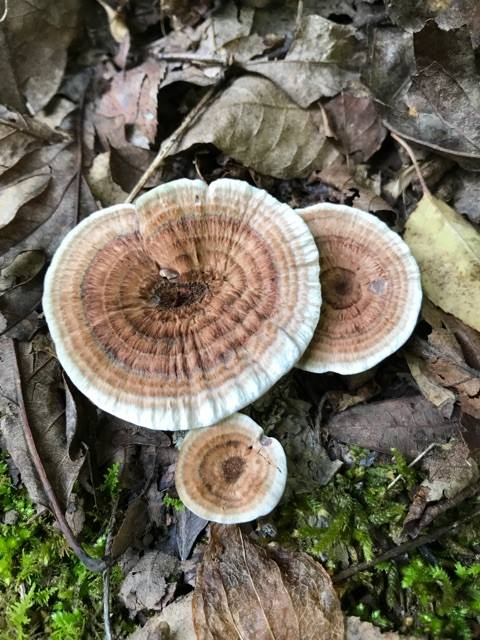
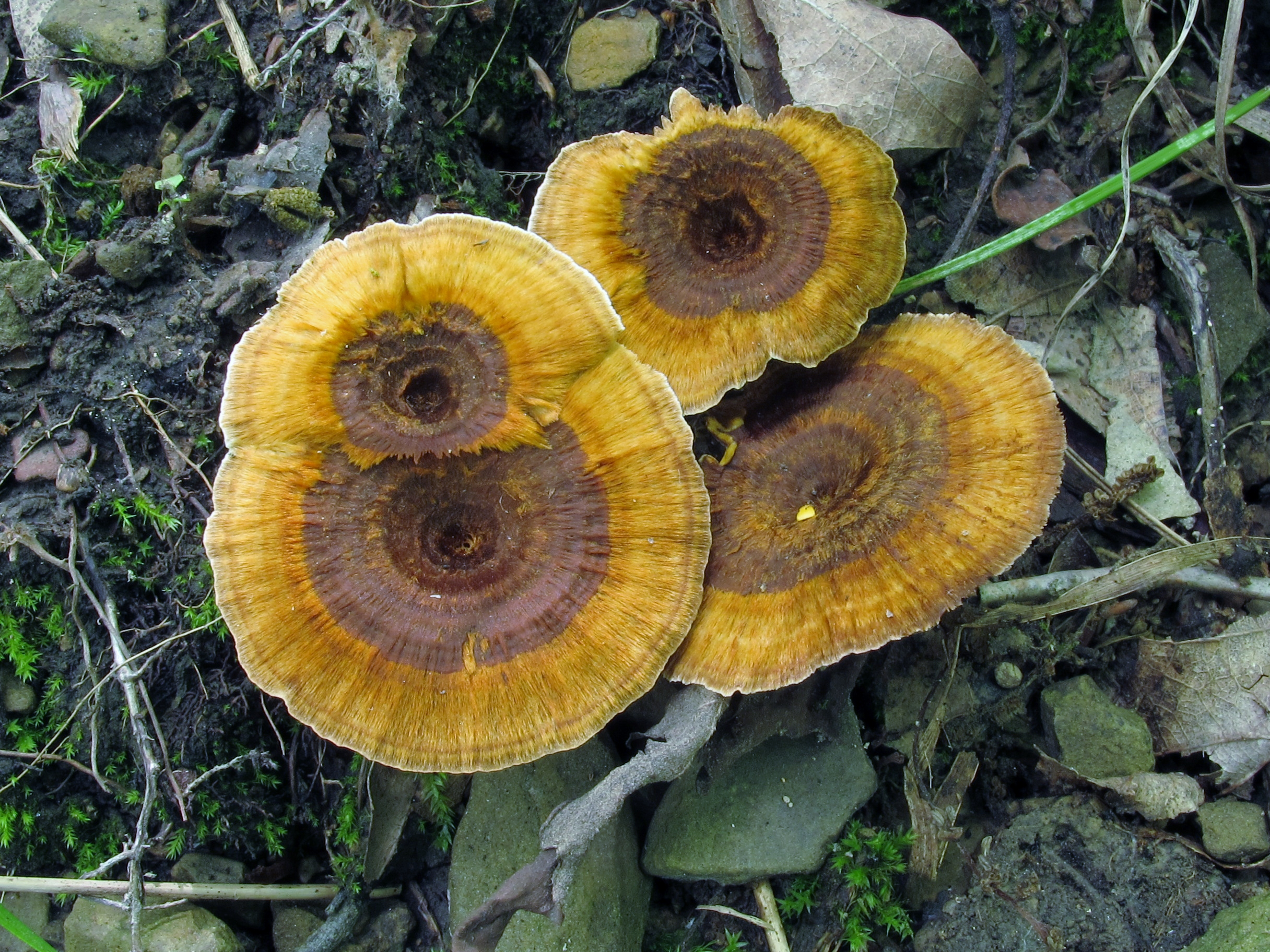
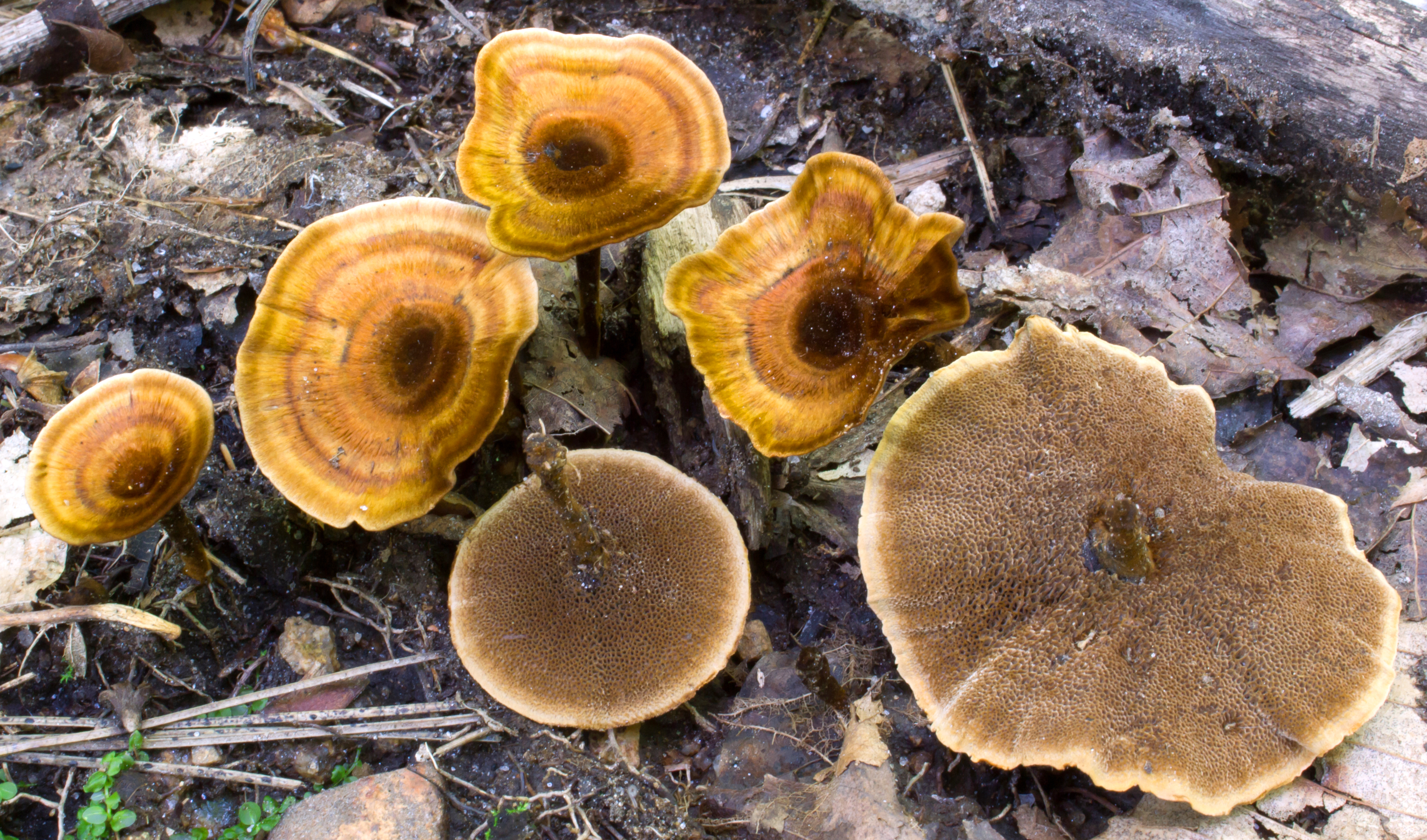